# Junior Miller
Selvia Miller Jr. (Waco, 31 marzo 1958) è un ex giocatore di football americano statunitense che ha militato nel ruolo di tight end nella National Football League (NFL).

## Carriera
Miller fu scelto come settimo assoluto nel Draft NFL 1980 dagli Atlanta Falcons. Vi giocò fino al 1983, venendo convocato per il Pro Bowl nel 1980 e 1981. I suoi 9 touchdown su ricezione rimasero un record per un rookie dei Falcons fino al 2018, quando furono superati dai 10 di Calvin Ridley. Giocò la sua quinta e ultima stagione nella NFL nel 1984 con i New Orleans Saints.

## Palmarès
- Convocazioni al Pro Bowl: 2

1980, 1981
- All-Rookie Team - 1980